# Schlesisches Planetarium

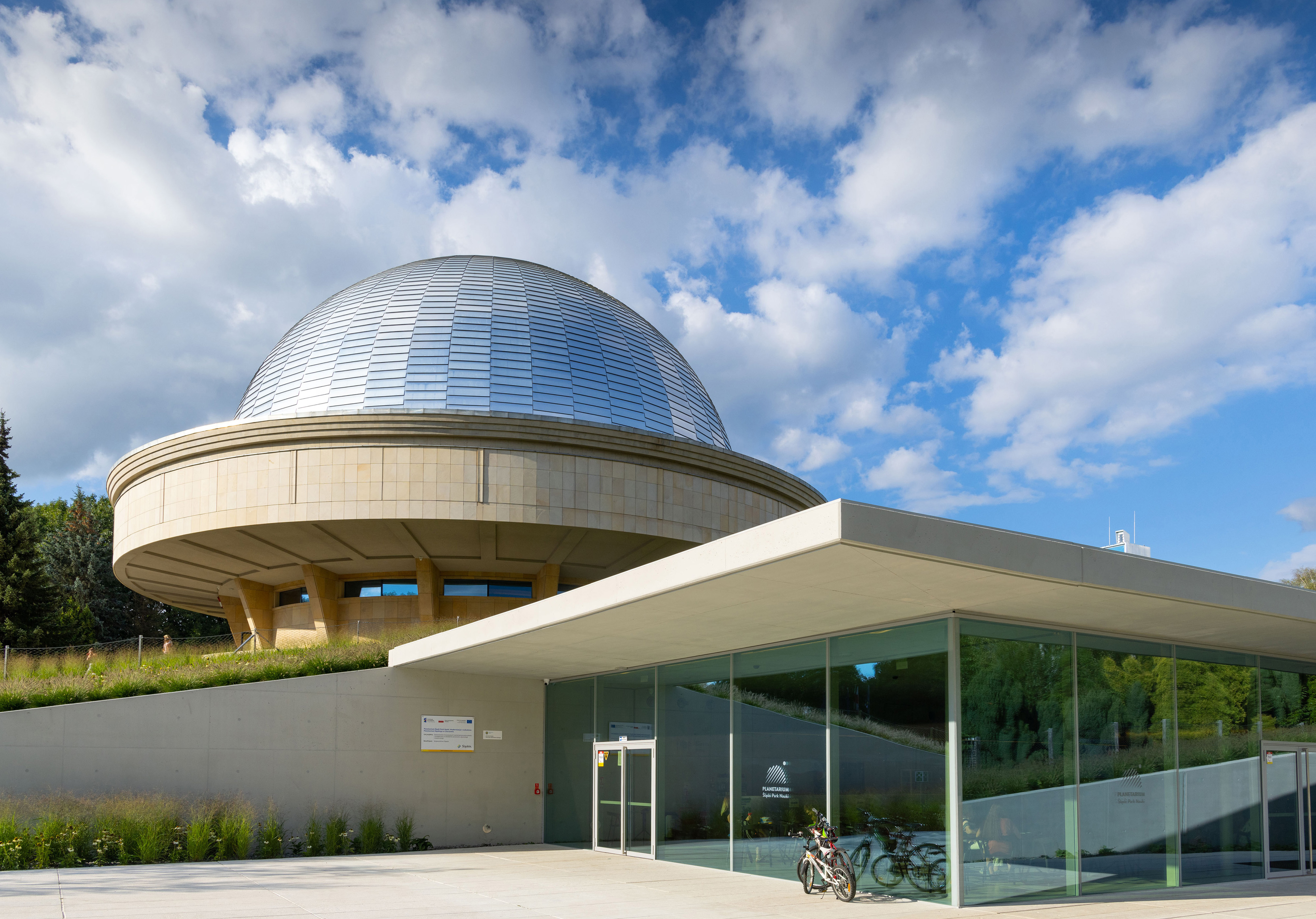
Schlesisches Planetarium

Das Schlesische Planetarium (polnisch Planetarium Śląskie) ist das größte und das älteste Planetarium und Observatorium in Polen. Das Planetarium wurde am   4. Dezember 1955 gegründet. Es befindet sich im Schlesischen Park nahe Katowice in Chorzów.
Im Juli 2018 wurde mit der  Modernisierung des Schlesischen Planetariums begonnen. Nach Abschluss der Arbeiten wurde am 11. Juni 2022 das Schlesische Planetarium in Chorzów bei Katowice wiedereröffnet.